# Levoročnost
Levoročnost (tudi levičarstvo) je dajanje prednosti levi roki pri vsakodnevnih dejavnostih (kot je na primer pisanje). Levoročnost je relativno redka, 90 do 93 odstotkov odraslih je desničarjev.